# Repaglinida
Repaglinida  (Prandin in the U.S., GlucoNorm en Canadá, NovoNorm Hypover®) es un agente antidiabético diabetes de tipo 2 comercializado por Novo Nordisk. La repaglinida viene en tabletas de 0.5 mg, 1 mg y 2 mg.
Repaglinida pertenece a la clase de meglitinidas de hipoglicemiantes.